# جانی کیم
جاناتان کیم (زاده ۱۹۸۴) ناوسروان نیروی دریایی ایالات متحده آمریکا (و مهر سابق)، پزشک و فضانورد ناسا است.
کیم که در کالیفرنیا زاده و بزرگ شده، در اوایل دهه ۲۰۰۰ قبل از اینکه یک ستاره نقره‌ای و افسر خود را بدست آورد، به یگان ویژه نیروی دریایی ایالات متحده آمریکا پیوست. وی آموزش فضانوردی خود را در سال ۲۰۲۰ به پایان رساند و تا تاریخ ژانویه ۲۰۲۰ منتظر تعیین تکلیف پرواز با برنامه فضایی آرتمیس است.